# SBB Ta 251 sorozat
Az SBB Ta 251 egy Bo tengelyelrendezésű,  15 kV 16,7 Hz AC áramrendszerű akkumulátorosvillamosmozdony-sorozat. A 9 kW teljesítményű mozdonyok legnagyobb sebessége 10 km/h. Összesen 4 db-ot gyártottak 1990-ben az SBB részére.